# Gornji Žirovac
Gornji Žirovac is een plaats in de gemeente Dvor in de Kroatische provincie Sisak-Moslavina. De plaats telt 19 inwoners (2001).